# Godziszów (Silesia)
Godziszów es un pueblo en Gmina Goleszów, Condado de Cieszyn, Voivodato silesio, en el sur de Polonia, cercano a la frontera con la República Checa. Tiene una población de aproximadamente 600 habitantes. 
Se encuentra en las laderas silesias, en la región histórica de Cieszyn Silesia.

## Historia
El pueblo fue mencionado por primera vez en 1445 como na mezy Godyessowsske. Políticamente, el pueblo pertenecía en ese entonces al Ducado de Teschen, un feudo del Reino de Bohemia, que después de 1526 se volvió parte de la Monarquía Habsburgo.
Tras las Revoluciones de 1848 en el Imperio austriaco, una división municipal moderna fue introducida en la Silesia austriaca restablecida. El pueblo, como municipio, estuvo suscrito al distrito político de Bielsko y al distrito legal de Skoczów. De acuerdo a los censos llevados a cabo en 1880, 1890, 1900 y 1910, la población del municipio creció de 412 habitantes en 1880 a 525 en 1910, siendo la mayoría de ellos nativos polaco parlantes (96.6%-99.8%), algunos germano parlantes (la mayoría 15 o 2.9% en 1910) y checo parlantes (la mayoría 9 o 2.2% en 1890), mayoritariamente protestantes (87.7% en 1910), seguidos por católicos (11.2% en 1910) y judíos (6 personas). El pueblo también fue habitado tradicionalmente por Cieszyn Vlachs, que hablaba el dialecto silesio de Cieszyn.
Después de la Primera Guerra Mundial, la caída de Austria-Hungría, la guerra polaco-checoslovaca y la división de Cieszyn Silesia en 1920, se convirtió en parte de Polonia. Luego, fue anexado por la Alemania Nazi a principios de la Segunda Guerra Mundial y tras la guerra devuelto a Polonia.